# بوفالوی آمریکایی (نمایش‌نامه)
بوفالوی آمریکایی (انگلیسی: American Buffalo) نمایشنامه‌ای از دیوید ممت است که در سال ۱۹۷۵ در تئاتر گودمن در شیکاگو برای اولین بار به روی صحنه رفت و در سال ۱۹۷۷ به برادوی رفت. داستان فیلم در یک سمساری در شیکاگو رخ می‌دهد.
اولین نسخه بوفالوی آمریکایی در برادوی، توسط اولو گروسبارد کارگردانی شد و رابرت دووال، کنت مک‌میلان و جان سوج در آن بازی کردند.